# Villa Flore
La villa Flore est une voie du 16e arrondissement de Paris, en France.

## Situation et accès
La villa Flore est une voie privée située dans le 16e arrondissement de Paris. Elle débute au 120, avenue Mozart et se termine en impasse.

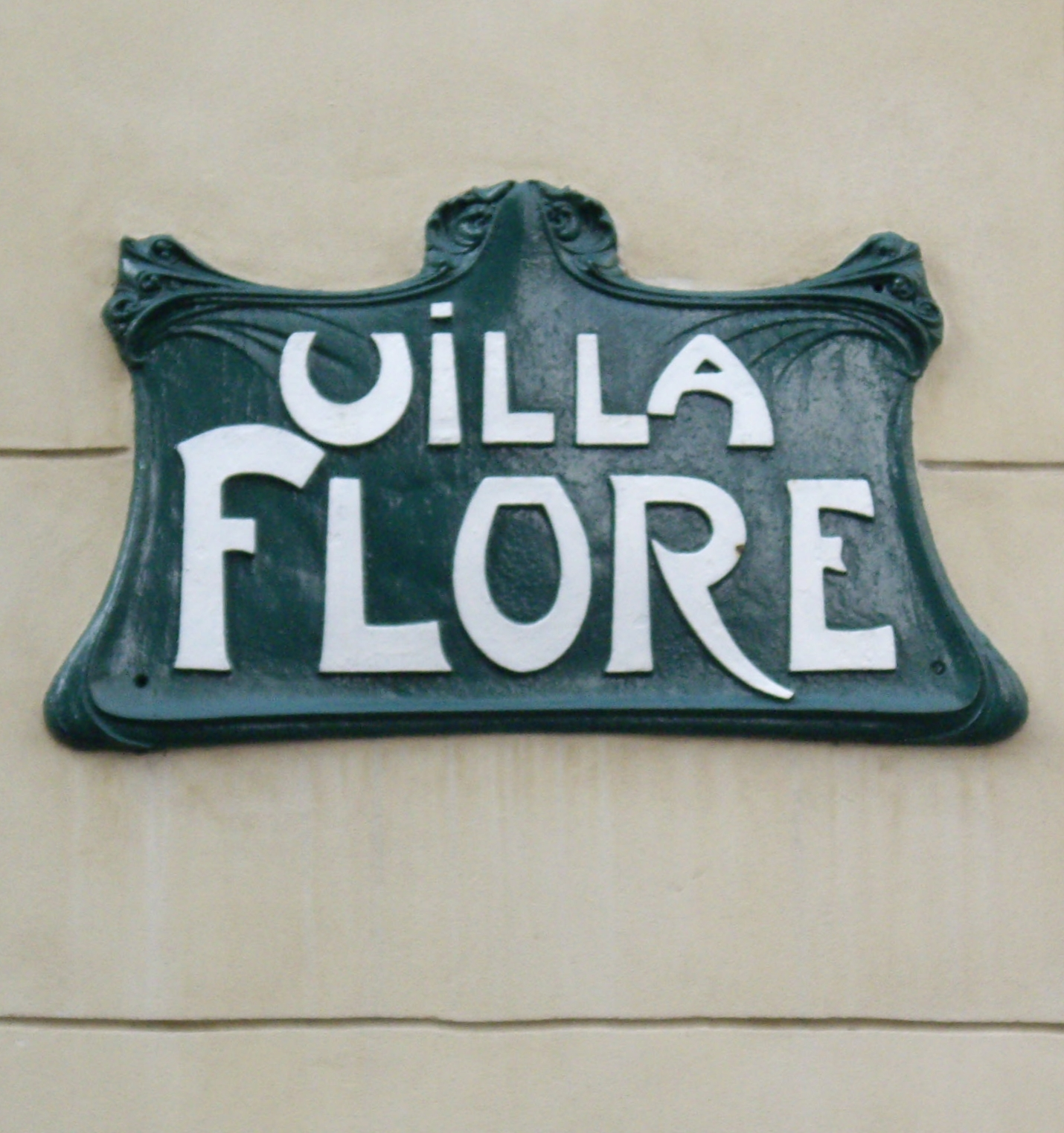
Plaque de la voie en style art nouveau.
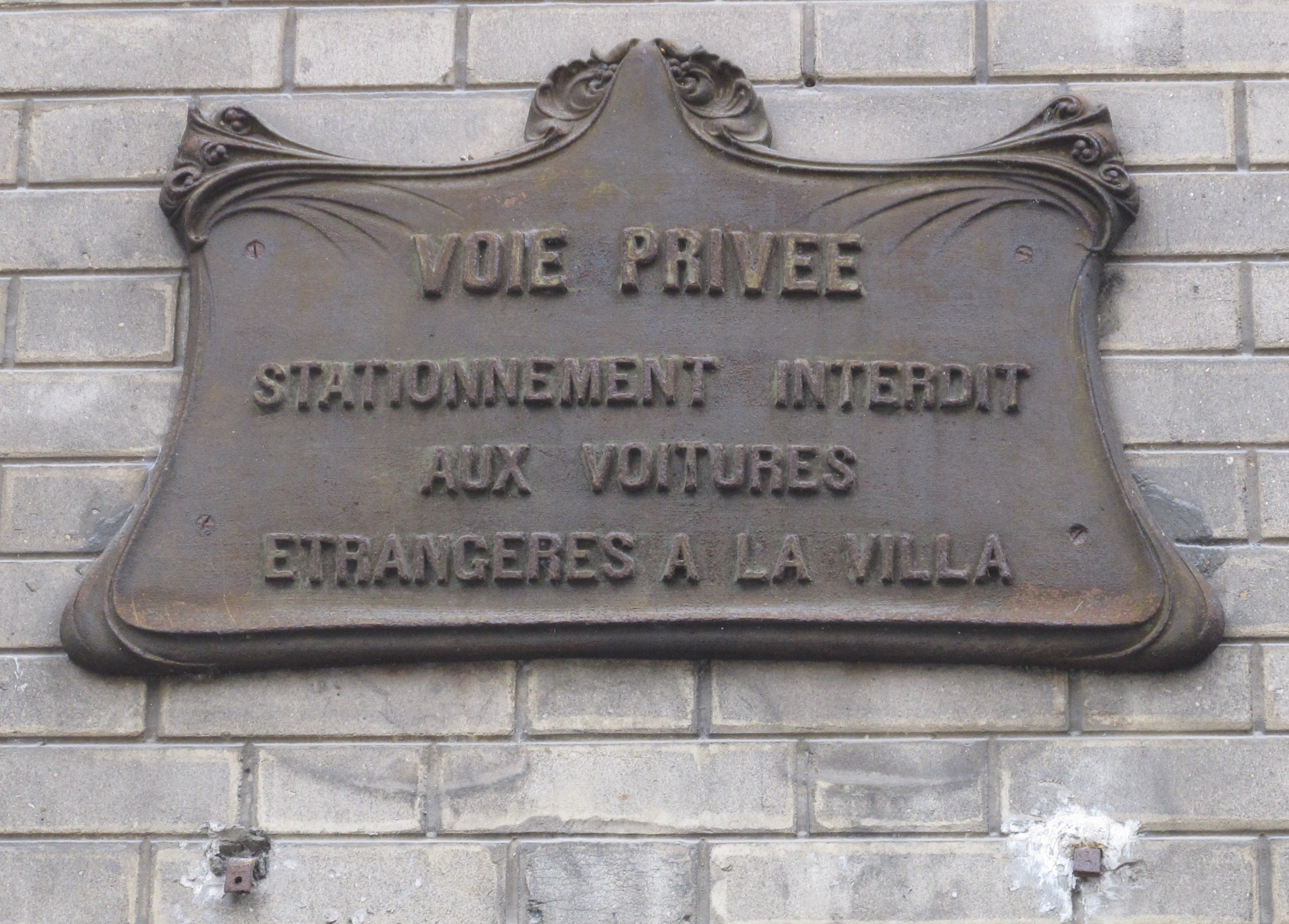
Plaque "Voie privée".

Le quartier est desservi par les lignes 9 et 10 à la station Michel-Ange - Auteuil.

## Origine du nom
Cette voie est nommée d'après le prénom de la femme du propriétaire des terrains, M. Brégère, sur lesquels elle a été ouverte.

## Historique
Cette voie est ouverte sous sa dénomination actuelle en 1909 et ouverte à la circulation publique par un arrêté du 23 juin 1959.

## Bâtiments remarquables et lieux de mémoire

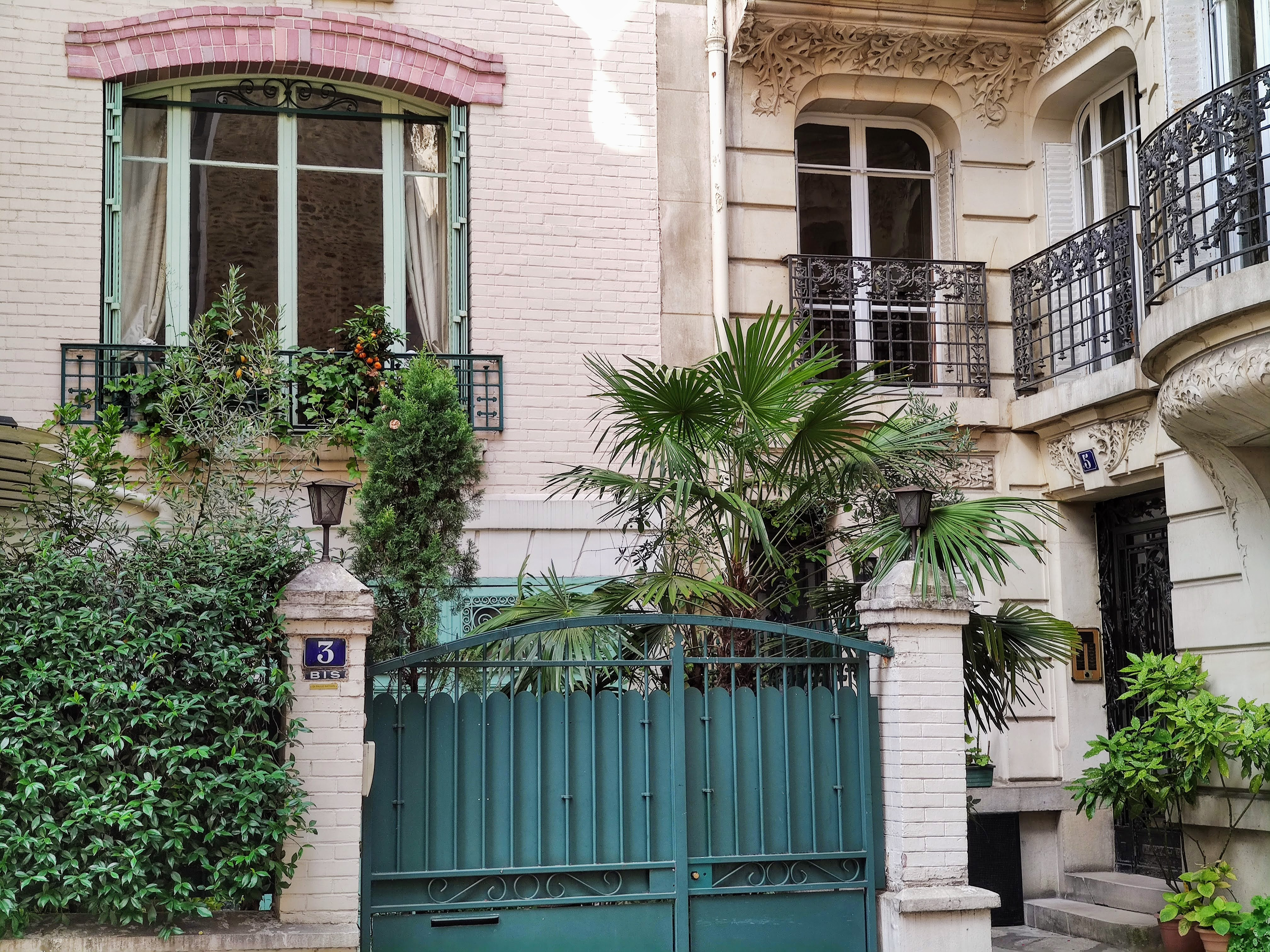
Entrée des nos 3bis et 5.

- No 2 (et 120, avenue Mozart) : immeuble Houyvet réalisé en 1927 par Hector Guimard[1].